# Johann Ulrich Erhard
Johann Ulrich Erhard oder Erhardt (getauft 17. November 1649 im Schloss Roseck bei Unterjesingen; † 15. August 1718 in Stuttgart) war ein deutscher lutherischer Geistlicher, Gymnasiallehrer und Schriftsteller.

## Leben
Erhard wuchs in Wildberg auf. Am 18. März 1667 wurde er an der Universität Tübingen immatrikuliert. Am 21. August 1667 erhielt er den Bakkalaureusgrad, 1668 wurde er als Stipendiat am Tübinger Stift aufgenommen und am 29. März 1671 zum Magister graduiert. Er erhielt zunächst 1676 die Stelle als 2. Klosterpräzeptor am Kloster Hirsau, bevor er 1679 in Maichingen die Pfarrstelle übertragen bekam. Als solcher wechselte er 1689 nach Gerlingen.
Erhard folgte 1696 einem Ruf als Hofpoet an den Stuttgarter Hof. Zugleich wurde ihm am  Stuttgarter Gymnasium illustre ein Lehrauftrag erteilt. 1700 erhielt er dort die außerordentliche Professur für Latein und Poesie. Ihm wurde der Titel Hofrat sowie die Dichterkrone verliehen. 1716 wurde er schließlich in den Ruhestand versetzt.
Er soll wegen seiner geringen Körpergröße für Herzog Eberhard Ludwig eine Art Hofnarr gewesen sein. Johann Gottfried Herder soll über ihn geurteilt haben: Er „verdient nicht, so völlig unbekannt zu seyn, als er ist. An Anlage zur Dichtkunst hat es ihm nicht gefehlet.“

## Werke (Auswahl)
- Etesiae Heliconii, Sive Centuriae Epigrammatum Duae Horis Recreationis Per Ferias Caniculare Conflata, Hein, Tübingen 1673.
- Roseti Parnassii, Ampliatio: Lectori ad Authoris promissum, Zubrodt, Stuttgart 1675.
- Lyrica Miscellanea: Liberiore plectro Colludentia, Orbique Literato Ab Avthore Commendata, Zubrodt, Stuttgart 1680.
- Mitleidens- Warnungs- und Trost-Zeilen Über die erbärmliche Einäscherung Der Welt-berühmten deß H. Röm. Reichs Freyen Stadt Eßlingen, So sich Nachts den 25. Octobr. gantz unvermuthet begeben und zugetragen, Rößlin, Stuttgart 1701.
- Neu-vermehrte im Frühling, Sommer, Herbst und Winter singende himmlische Nachtigall, oder: Geistliche Frühlings-Sommer-Herbst-und Winter-Gedancken: darinnen in 100. von dem Authore allein gedichteten Liedern, durch Vorstellung der zeitlichen Jahres-Lust und irrdischen Ergötzlichkeit, Christlichen Himmels-begierigen Gemüthern die ewige Himmels-Lust und Seelen-Freude abgebildet etc., Hallberg, Stuttgart 1757.